# Roberto Hernández
Roberto Hernández Prendes (Limonar, 6 de março de 1967 — Havana, 5 de julho de 2021) foi um atleta cubano, especialista em corridas de 400 metros.
Roberto Hernandez morreu em 5 de julho de 2021, devido a complicações decorrentes de um acidente vascular cerebral ocorrido em 2020.

## Melhores marcas pessoais
| Prova      | Data               | Local            | Marca |
| ---------- | ------------------ | ---------------- | ----- |
| 200 metros | 24 de maio de 1986 | Sevilha, Espanha | 20.37 |
| 400 metros | 30 de maio de 1990 | Sevilha, Espanha | 44.14 |